# Antiproton
Antiproton (oznaka {\displaystyle {\bar {p}}\,}) je antidelec protona. Njegov naboj je -1 osnovnega naboja. Antiproton je predvidel že britanski fizik in matematik Paul Adrien Maurice Dirac (1902–1984) v letu 1933. Obstoj antiproton sta s poskusi potrdila v letu 1955 na Univerzi Kalifornije v Berkeleyu italijansko-ameriški fizik Emilio Gino Segrè (1905–1989) in ameriški fizik Owen Chamberlain (1920–2006). Oba sta za odkritje leta 1959 prejela Nobelovo nagrado za fiziko.
Antiproton je sestavljen iz dveh antikvarkov u in enega antikvarka d ({\displaystyle {\bar {u}}{\bar {u}}{\bar {d}}\,}). Značilnosti antiprotona so podobne značilnostim protona. 
Antiproton je tudi sestavni del najenostavnejšega antiatoma, to je antivodika. Njegovo barionsko število je negativno (-1), čudnost in čar sta enaka 0. Antiprotone so opazili tudi v kozmičnih žarkih. Nastali so pri trkih kozmičnih protonov z atomskimi jedri v medzvezdnem prostoru. Pri tem je prišlo do reakcije:
{\displaystyle p+A\to p+{\bar {p}}+p+A\,}
kjer je z {\displaystyle A\,} označeno atomsko jedro. Antiprotoni se po trku gibljejo po galaksiji in pridejo tudi do Zemlje.
Antiprotoni anihilirajo s protoni. Pri tem nastane nekaj pionov. Anihilirajo pa lahko tudi z nevtronom. 